# Annette van Delft
A.H.J.M. (Annette) van Delft (ca. 1952) is een Nederlands politicus van de PvdA.
Rond 1982 kwam ze in de gemeenteraad van de Noord-Brabantse gemeente Zeeland en in 1990 werd ze daar namens 'Zeelands Welzijn' wethouder. Op 1 januari 1994 fuseerde die gemeente met Schaijk tot de nieuw gemeente Landerd waarmee haar wethouderschap eindigde. In september van dat jaar werd Van Delft burgemeester van Ravenstein. Aan het einde van haar 6-jarige ambtsperiode koos ze ervoor om niet voor een herbenoeming te gaan. Daarna heeft ze meerdere functies gehad zoals bij de Vereniging van Nederlandse Gemeenten (VNG) en vanaf april 2006 was ze in Landerd nog ruim anderhalf jaar wethouder voor 'Progressief Landerd'. Eind 2007 stapte Van Delft daar zelf op kort voordat een motie van wantrouwen tegen haar in stemming zou worden gebracht.